# تشارلي كار
تشارلي كار (بالإنجليزية: Charlie Carr)‏ هو لاعب كرة قاعدة أمريكي، ولد في 27 ديسمبر 1876 في كوتسفيل في الولايات المتحدة، وتوفي في 25 نوفمبر 1932 في ممفيس في الولايات المتحدة.

## وصلات خارجية
- تشارلي كار على موقع دوري كرة القاعدة الرئيسي (الإنجليزية)
- تشارلي كار على موقعبيزبول رفرنس.كوم (الدوري الرئيسي) (الإنجليزية)
- تشارلي كار على موقعبيزبول رفرنس.كوم (الدوري الثانوي) (الإنجليزية)